# Минко Шипковенски
Минко Ненов Шипковенски е български икономист и финансист, дипломат и автор на стопански и исторически книги и статии.

## Биография
Роден е на 24 юли 1892 година в гр. Троян в семейството на Нено и Цвета (Цветана) Шипковенски. Завършва Държавната търговската гимназия „Димитър Хадживасилев“ в Свищов (1908). Изпратен е като държавен стипендиант в Италия (1919). В Търговския университет „Луиджи Бокони“ в Милано защитава научна степен „доктор по търговски и финансови науки“ (1921). Счетоводител в клона на Българска народна банка в Карлово; касиер на Популярна банка в Троян, началник бюро „Фонд работнически осигуровки“ при Министерството на търговията, промишлеността и труда (1912 – 1919); секретар на Италианската търговска камара в София (1921 – 1925); търговски консул на България в Милано (1925 – 1931).
След завръщането си в България става секретар на Българския търговски съюз (1931 – 1934); главен секретар на Общия съюз на българските търговци (1934 – 1941); секретар на Вносна централа „Българска търговия“ и неин представител за маслиновата реколта в Беломорието (Дедеагач) (1941 – 1943).
След 9 септември 1944 г. работи последователно като секретар при Висшето търговско училище в Свищов, счетоводител при Стопанско предприятие „Автотранспорт“, секретар във Висшия икономически институт „Карл Маркс“ (1944 – 1954).
Д-р Минко Шипковенски е редактор и издател на сп. „Итало-български преглед“, публикува статии по стопански и финансови въпроси във в. „Търговско-промишлен глас“, „Мир“, „Слово“, „Зора“ и др. (1921 – 1954).
Умира в София през 1976 г.

### Семейство
Съпруг е на художничката Ванна Симеонова Шипковенска (Шишкова – по баща). След смъртта ѝ учредява благотворителен фонд на нейно име (1926). Жени се повторно за Вирджиния (Джина) Шипковенска, графиня Пуле, с която имат син Климент.
Личен архивен фонд № 1791К „Шипковенски, Минко Ненов“ се съхранява в Централния държавен архив.

## Награди
- Офицер на Италианската корона (1930) – за принос към Итало-българските търговски връзки
- Офицер на Универсалния орден за човешки заслуги от Швейцария (1930) – за спасяване от удавяне на майка и дъщеря в канал в Милано